# N'Kosie Barnes
N'Kosie Barnes, född 17 december 1974, är en friidrottare från Antigua och Barbuda. Han deltog vid olympiska sommarspelen 1996 och olympiska sommarspelen 2000.